# NGC 1179
NGC 1179 este o low-surface-brightness galaxy⁠(d) situată în constelația Eridanul. A fost descoperită în 1886 de către Ormond Stone⁠(d). Se află la o distanță de 17 megaparseci de Pământ.